# Rejon irbiejski
Rejon irbiejski (ros. Ирбе́йский райо́н, Irbiejskij rajon) – rejon administracyjny i komunalny Kraju Krasnojarskiego w Rosji. Centrum administracyjnym rejonu jest wieś Irbiejskoje, której ludność stanowi 24,8% populacji rejonu. Został on utworzony 4 kwietnia 1924 roku.

## Położenie
Rejon ma powierzchnię 10 921 km² i znajduje się w południowo-wschodniej części Kraju Krasnojarskiego, granicząc na północy z rejonem kańskim i rejonem iłańskim, na wschodzie i południu z obwodem irkuckim, na południowym zachodzie z rejonem rybińskim, a na zachodzie z rejonem sajańskim.

Rejon leży u podnóża Sajanów.

## Ludność
W 1989 roku rejon ten liczył mieszkańców 21 572, w 2002 roku 19 181, w 2010 roku 16 773, a w 2011 zaludnienie spadło do 16 701 osób.

## Podział administracyjny
Administracyjnie rejon dzieli się na 18 sielsowietów.